# Lactarius abbotanus
Lactarius abbotanus é um fungo que pertence ao gênero de cogumelos Lactarius na ordem Russulales. Encontrado na Índia, foi descrito cientificamente pelos micologistas J. R. Sharma e Kanad Das em 2003.

## Descrição
O chapéu é convexo com um centro afundado, medindo entre 64 e 83 mm de diâmetro. As lamelas são branco-amareladas e distantes, com aproximadamente 4 sendo observadas a cada 10 mm. A estipe mede de 38 a 45 mm de altura e de 14 a 18 mm de diâmetro, sendo cilíndrica ou possuindo uma base ligeiramente mais larga. Ela é oca e possui filamentos na base. L. abbotanus solta um látex branco que se torna brilhante a amarelo imediatamente após ser exposto ao ar. Essa espécie é genéticamente próxima de  L. citriolens, L. delicatus e L. aquizonatus.